# Asszírosz
Asszírosz egy kicsiny észak-görögországi városka. Nevezetessége 1975-ből ered, amikor a közelében fekvő tell (Asszírosz Toumba) feltárásával egy bronzkori, a palotaközpontokat megelőző falut találtak. A bronzkori település helyén a későbbiekben nem volt lakott hely, ezért kivételes épségben maradtak fenn a romok.

## Története
A mükénéi világ peremén elhelyezkedő település az ókori Makedónia területén feküdt, de jóval a makedónok előtt. I. e. 1800-tól i. e. 800-ig lakták. Ez idő alatt 14 méter magasságú tell keletkezett, ami a város történetének ezer éve alatt képződött számos réteget őrzi. A házak építési módja az ezeréves fennállás során gyakorlatilag változatlan maradt. A házakat derékszögű falak határolták, a helyiségek derékszögűek. A falakat fakeretbe épített vályogtégla alkotta. A lakáscélú helyiség és a kiszolgáló épületek között udvarokat hagytak, a telkeket keskeny utcák választották el egymástól. Ezeket az utcákat kőzúzalékkal szórták fel, de keskenységük miatt kizárólag gyalogos közlekedésre voltak alkalmasak.
Már a legelső településréteg tartalmazza a várost körbevevő, kör alaprajzú védőfalat. Ezt a védőfalat és a házakat is rengeteg alkalommal építették újra. Minden egyes átépítés egy-egy katasztrofális esemény (tűzvész, háború) után történt, az új falakat mindig az elegyengetett régi falak fölé húzták, így magasodott a domb. A domb falainak ferdesége miatt a lakható dombtető területe egyre csökkent.

## Jelentősége
Az asszíroszi ásatások egy olyan faluban folytak, ami idősebb Mükénénél, annak teljes fennállása alatt létezett, sőt túl is élte, ugyanakkor mégis – földrajzi okokból eredően – viszonylagosan fejletlen. Ezért a klasszikus palotagazdaság előzményeiről nyújthat felvilágosítást. A feltárt faluban ugyanis a terménytárolás közösségi funkcióként működött, ami az individuális terménytárolás és a palotagazdaság keretében megszervezett többlet-kisajátítás közti átmeneti formát jelenthet. Feltárása óta a palotagazdaságok eredetére és fejlődésére vonatkozóan újabb és pontosabb elméletek láthattak napvilágot.
E településen is van némi nyoma annak, hogy kialakulóban volt valamiféle központi ellenőrzés vagy hatalom: a tárolóhelyiségek körüli utcákat nem burkolták murvával, vélhetően egy légtérben fedettek voltak. Nem tudható, hogy a központi tárolás közösségi felügyeletben, vagy magánkézben volt.

## Terménytárolás
A közösségi raktárak a falu északi részén helyezkedtek el. Egy i. e. 1350 körül bekövetkező tűzvész miatt a beomlott raktárakat elegyengetve újjáépítették azokat, eltemetve nagy mennyiségű gabonát is. Ez a gabonalelet ma az egyik elsődleges forrás a bronzkor mezőgazdaságára nézve.
A termény tárolása a pithosznak nevezett tárolóedényekben történt, vagy fűzfakeretes tárolótartályokban. A feltárt raktárhelyiségek 4-5000 literes kapacitásukkal 20 ember egyévi ellátását tették lehetővé. Az ilyen jellegű tárolókapacitás koncentráció csak a nagy palotagazdaságokban ismert, ez tette lehetővé 1978-ban a párhuzamosítást azokkal.
A faluban négyféle búzát termeltek:
- alakor (Triticum monococcum)
- tönkebúza (T. dicoccum)
- tönkölybúza (T. spelta), valamint a
- kenyérbúza (T. aestivum) és a keménybúza vagy durum (T. durum) valamelyike. Az utóbbi kettő a leletanyagban nem megkülönböztethető, legalább az egyiket termesztették.

A búzán kívül a hatsoros hüvelyes árpa (Hordeum vulgare), cirokköles (Panicum miliaceum), keserű bükköny (Vicia ervilia) is megtalálható.